# 개화길 (서울)
개화길(Gaehwa-gil)은 서울특별시 강서구 개화동에 있는 도로로, 총 연장은 880m이다. 이름이 유래된 것은 개화산이라는 지명을 인용하였다.

## 역사
- 2010년 6월 30일 : 도로명으로 개화길을 고시

## 지리

### 주요 경유지
- 강서구
  - 개화동

### 접촉하는 도로
- 김포대로
- 개화동로 (국도 제39호선)

### 주요 건물 및 시설
- 개화동상사마을회관 (개화길 52/개화동 227)